# Thinocorus orbignyianus
Il tinocoride pettorgrigio (Thinocorus orbignyianus, Geoffroy Saint-Hilaire & Lesson 1831) è un uccello della famiglia dei Thinocoridae dell'ordine dei Charadriiformes.

## Sistematica
Thinocorus orbignyianus ha due sottospecie:
- Thinocorus orbignyianus ingae
- Thinocorus orbignyianus orbignyianus

## Caratteristiche

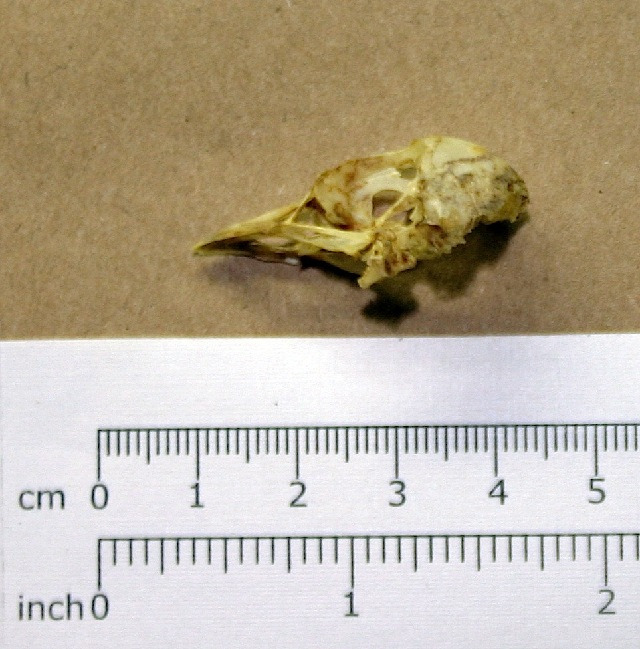
Scheletro del cranio

## Distribuzione e habitat
Questo uccello vive in Cile, Bolivia, Perù e Argentina.